# Ompok
Ompok is een geslacht van straalvinnige vissen uit de familie van echte meervallen (Siluridae).

## Soorten
- Ompok bimaculatus (Bloch, 1794)
- Ompok binotatus Ng, 2002
- Ompok borneensis (Steindachner, 1901)
- Ompok brevirictus Ng & Hadiaty, 2009
- Ompok canio (Hamilton, 1822)
- Ompok ceylonensis (Günther, 1864)
- Ompok eugeneiatus (Vaillant, 1893)
- Ompok fumidus Tan & Ng, 1996
- Ompok goae (Haig, 1952)
- Ompok hypophthalmus (Bleeker, 1846)
- Ompok javanensis (Hardenberg, 1938)
- Ompok jaynei Fowler, 1905
- Ompok karunkodu Ng, 2013[2]
- Ompok leiacanthus (Bleeker, 1853)
- Ompok malabaricus (Valenciennes, 1840)
- Ompok miostoma Vaillant, 1902
- Ompok pabda (Hamilton, 1822)
- Ompok pabo (Hamilton, 1822)
- Ompok pinnatus H. H. Ng, 2003
- Ompok platyrhynchus Ng & Tan, 2004
- Ompok pluriradiatus Ng, 2002
- Ompok rhadinurus Ng, 2003
- Ompok siluroides Lacépède, 1803
- Ompok sindensis (Day, 1877)
- Ompok supernus Ng, 2008[3]
- Ompok urbaini (Fang & Chaux, 1949)
- Ompok weberi (Hardenberg, 1936)